# Synodontis kogonensis
Synodontis kogonensis е вид лъчеперка от семейство Mochokidae.

## Разпространение
Видът е разпространен в Гвинея.